# Maybe You're the Problem
"Maybe You're the Problem" é uma canção da cantora americana Ava Max, lançada em 28 de abril de 2022, pela Atlantic Records como o primeiro single de seu segundo álbum de estúdio, Diamonds & Dancefloors (2023). A canção foi escrita por Max, Sean Maxwell, Marcus Lomax, e os produtores Abraham Dertner, Jonas Jeberg, e Cirkut. Musicalmente, foi descrita como incorporando os gêneros dance-pop e synth-pop, com letras que descrevem um término com um parceiro egoísta. A canção alcançou a posição 83 no UK Singles Chart. Um videoclipe foi dirigido por Joseph Kahn e mostra Max atravessando um jogo de fliperama com tema de inverno.

## Lançamento e composição
"Maybe You're the Problem" foi lançada como o single principal do segundo álbum de estúdio de Max, Diamonds & Dancefloors, em 28 de abril de 2022. A canção foi escrita por Max, Sean Maxwell, Marcus Lomax, e os produtores Abraham Dertner, Jonas Jeberg, e Cirkut. A arte da capa da música consiste no cabelo ruivo de Max, que serviu como uma "nova marca" para seu segundo álbum.
Musicalmente, "Maybe You're the Problem" é uma música dance-pop e synth-pop, com influências de eurodance, europop, e música da década de 80. Escrevendo para a Uproxx, Caitlin White descreveu a música como um "hino de separação", enquanto George Griffiths, da Official Charts Company, opinou que continha elementos de rock. A letra descreve a iniciação de Max para deixar um relacionamento com um parceiro egoísta.

## Recepção critica
A canção recebeu críticas geralmente positivas dos críticos. Os escritores do Mix1 deram a "Maybe You're the Problem" uma classificação de 7 de 8, afirmando que Max exibe uma atitude "extremamente confiante", embora contenha uma mensagem muito "séria". Escrevendo para o Jenesaispop, Jordi Bardají comparou a canção a "Blinding Lights" do The Weeknd.

## Desempenho comercial
"Maybe You're the Problem" estreou em seu pico, número 83, no UK Singles Chart datado de 6 de maio de 2022. 

## Vídeo musical
O videoclipe de "Maybe You're the Problem" foi dirigido por Joseph Kahn e lançado em 28 de abril de 2022. Max substituiu seu cabelo loiro por mechas vermelhas brilhantes. O vídeo com tema de inverno mostra Max tomando banho de sol na neve, esquiando, e sendo transportada para um jogo de arcade.

## Faixas e formatos
Download digital
1. "Maybe You’re The Problem" – 3:10

Download digital – MOTi Remix
1. "Maybe You’re The Problem" (MOTi Remix) – 2:45

Download digital – Crush Club Remix
1. "Maybe You’re The Problem" (Crush Club Remix) – 3:02

Download digital – Las Bibas From Vizcaya Remix
1. "Maybe You’re The Problem" (Las Bibas From Vizcaya Remix) – 4:05

## Créditos e pessoal
Créditos da música adaptados do Tidal.
- Amanda Ava Koci — vocais, compositora
- Henry Walter — produtor, compositor, programação
- Jonas Jeberg — produtor, compositor, programação
- Abraham Dertner — produtor, compositor, programação
- Sean Douglas — compositor

| - Marcus Lomax — compositor - Serban Ghenea — mixagem - Bryan Bordone — assistente de mixagem - Chris Gehringer — masterização |

## Histórico de lançamento
| Região | Data                | Formato                    | Versão                       | Gravadora | Ref.          |
| ------ | ------------------- | -------------------------- | ---------------------------- | --------- | ------------- |
| Várias | 28 abril de 2022    | Digital download streaming | Original                     | Atlantic  | [ 13 ] [ 17 ] |
| Várias | 17 de junho de 2022 | Digital download streaming | MOTi Remix                   | Atlantic  | [ 14 ] [ 18 ] |
| Várias | 1 de julho de 2022  | Digital download streaming | Crush Club Remix             | Atlantic  | [ 15 ] [ 19 ] |
| Várias | 8 de julho de 2022  | Digital download streaming | Las Bibas From Vizcaya Remix | Atlantic  | [ 16 ] [ 20 ] |